# Edgar Manucharian

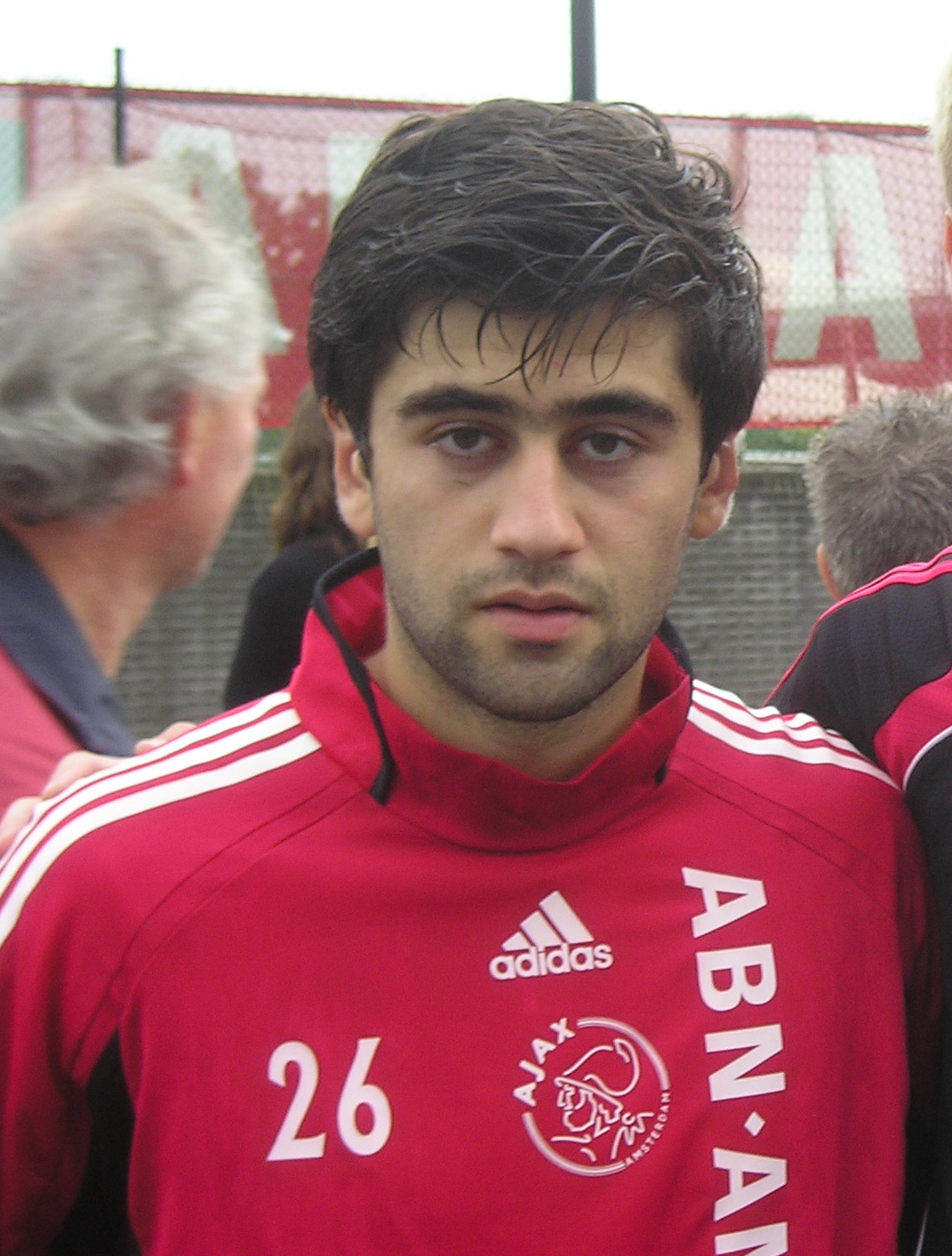
Edgar Manucharyan in 2006 bij Ajax

Edgar Manucharian (Armeens: Էդգար Մանուչարյան) (Jerevan, 19 januari 1987) is een Armeens voormalig voetballer die als aanvaller speelde.

## Clubcarrière
Manucharian gold als het grootste talent van Armenië. Tussen 2002 en 2004 speelde hij voor Pjoenik Jerevan, waar hij vijf keer kampioen mee werd. Hij werd in seizoen 2004 topscorer met 21 goals in 22 duels en gekozen tot Speler van het Jaar.
Hij maakte zijn debuut bij AFC Ajax in juni 2004 als testspeler in een oefenwedstrijd tegen FC Barcelona. Hij raakte geblesseerd, maar kreeg later wel een contract. Op 18 september 2005 maakte Manucharian zijn competitiedebuut tijdens de wedstrijd AZ-Ajax (4-2). Hij kwam in 84ste minuut in het veld voor Ryan Babel. In zijn periode bij Ajax bleek Manucharyan een blessuregevoelige speler, waardoor een doorbraak uitbleef en hij tot slechts enkele wedstrijden kwam. Hij speelde onder meer een Europa Cup-wedstrijd op 3 november 2006 (Ajax-Austria Wien 3-0), waarin hij 1 maal scoorde. In 2009 werd Manucharian verhuurd aan HFC Haarlem. Door het faillissement van Haarlem werd hij verhuurd aan AGOVV voor de rest van het seizoen.
In 2010 liep zijn contract bij Ajax af en keerde hij terug bij Pjoenik Jerevan. Daar was hij wederom succesvol en in augustus 2011 werd hij verhuurd aan FK Oeral Jekaterinenburg dat uitkomt in de Russische Eerste Divisie. Die club nam hem in 2012 definitief over. Medio 2016 liep zijn contract af. In november van dat jaar ging hij in Thailand voor Ratchaburi Mitr Phol FC spelen. In februari 2017 keerde hij terug bij FK Oeral. Medio 2018 ging hij terug naar Armenië en vervolgde zijn loopbaan bij FA Alasjkert. Halverwege 2019 keerde hij andermaal terug bij Pjoenik Jerevan. Begin 2020 speelde hij voor Alasjkert. Op 4 augustus 2020 kondigde hij zijn pensioen als voetballer aan via Facebook.

## Interlandcarrière
Op 19 februari 2004 debuteerde Manucharian in het nationale elftal van Armenië. In de vriendschappelijke wedstrijd tegen Kazachstan (3-3) in Paphos werd hij na 59 minuten vervangen door Arman Karamyan.
| Seizoen   | Land        | Wedstrijden | Doelpunten |
| --------- | ----------- | ----------- | ---------- |
| 2002/05   | Armenië <21 | 6           | 1          |
| 2004/2017 | Armenië     | 53          | 9          |
| Totaal    |             | 59          | 10         |

## Carrièrestatistieken
| Seizoen         | Club                     |                    | Competitie      | Competitie | Competitie | Beker | Beker | Internationaal | Internationaal | Overig | Overig | Totaal | Totaal |
| Seizoen         | Club                     | Wed.               | Competitie      | Dlp.       | Wed.       | Dlp.  | Wed.  | Dlp.           | Wed.           | Dlp.   | Wed.   | Dlp.   |        |
| --------------- | ------------------------ | ------------------ | --------------- | ---------- | ---------- | ----- | ----- | -------------- | -------------- | ------ | ------ | ------ | ------ |
| 2002            | Pjoenik Jerevan 1        | Vlag van Armenië   | Premier League  | 10         | 2          | 0     | 0     | 0              | 0              | —      | —      | 10     | 2      |
| 2003            | Pjoenik Jerevan 1        | Vlag van Armenië   | Premier League  | 17         | 12         | 0     | 0     | 4              | 1              | —      | —      | 10     | 2      |
| 2004            | Pjoenik Jerevan 1        | Vlag van Armenië   | Premier League  | 22         | 21         | 0     | 0     | 4              | 2              | 0      | 0      | 26     | 23     |
| 2005            | Pjoenik Jerevan 1        | Vlag van Armenië   | Premier League  | 4          | 5          | 0     | 0     | 0              | 0              | 0      | 0      | 4      | 5      |
| Club totaal     | Club totaal              | Club totaal        | Club totaal     | 53         | 40         | 0     | 0     | 8              | 3              | 0      | 0      | 61     | 43     |
| 2005/06         | AFC Ajax                 | Vlag van Nederland | Eredivisie      | 4          | 0          | 0     | 0     | 1              | 0              | 0      | 0      | 5      | 0      |
| 2006/07         | AFC Ajax                 | Vlag van Nederland | Eredivisie      | 5          | 0          | 1     | 0     | 2              | 1              | 0      | 0      | 7      | 1      |
| 2007/08         | AFC Ajax                 | Vlag van Nederland | Eredivisie      | 0          | 0          | 0     | 0     | 0              | 0              | 0      | 0      | 0      | 0      |
| 2008/09         | AFC Ajax                 | Vlag van Nederland | Eredivisie      | 0          | 0          | 0     | 0     | 0              | 0              | —      | —      | 0      | 0      |
| Club totaal     | Club totaal              | Club totaal        | Club totaal     | 9          | 0          | 1     | 0     | 3              | 1              | 0      | 0      | 13     | 1      |
| 2009/10         | → HFC Haarlem (huur)     | Vlag van Nederland | Jupiler League  | 17         | 6          | 2     | 0     | —              | —              | —      | —      | 19     | 6      |
| Club totaal     | Club totaal              | Club totaal        | Club totaal     | 17         | 6          | 2     | 0     | 0              | 0              | 0      | 0      | 19     | 6      |
| 2009/10         | → AGOVV Apeldoorn (huur) | Vlag van Nederland | Jupiler League  | 12         | 8          | 0     | 0     | —              | —              | 2      | 1      | 14     | 9      |
| Club totaal     | Club totaal              | Club totaal        | Club totaal     | 12         | 8          | 0     | 0     | 0              | 0              | 2      | 1      | 14     | 9      |
| 2010            | Pjoenik Jerevan          | Vlag van Armenië   | Premier League  | 12         | 5          | 0     | 0     | 1              | 0              | 0      | 0      | 13     | 5      |
| 2011            | Pjoenik Jerevan          | Vlag van Armenië   | Premier League  | 16         | 8          | 2     | 0     | 1              | 0              | 0      | 0      | 19     | 8      |
| Club totaal2    | Club totaal2             | Club totaal2       | Club totaal2    | 81         | 53         | 2     | 0     | 10             | 3              | 0      | 0      | 93     | 56     |
| 2011/12         | FK Oeral                 | Vlag van Rusland   | Eerste Divisie  | 12         | 6          | 0     | 0     | —              | —              | —      | —      | 12     | 6      |
| 2012/13         | FK Oeral                 | Vlag van Rusland   | Eerste Divisie  | 11         | 6          | 0     | 0     | —              | —              | —      | —      | 11     | 6      |
| 2013/14         | FK Oeral                 | Vlag van Rusland   | Premjer-Liga    | 11         | 0          | 0     | 0     | —              | —              | —      | —      | 11     | 0      |
| Club totaal     | Club totaal              | Club totaal        | Club totaal     | 34         | 12         | 0     | 0     | 0              | 0              | 0      | 0      | 34     | 12     |
| Carrière totaal | Carrière totaal          | Carrière totaal    | Carrière totaal | 153        | 79         | 4     | 0     | 13             | 4              | 2      | 1      | 173    | 85     |

1 N.B. De statistieken van de nationale beker en nationale supercup zijn onbekend.

2 N.B. Dit betreft een clubtotaal, dus een totaal van beide periodes bij Pjoenik Jerevan.

Bijgewerkt t/m 3 november 2013

## Erelijst
- Armeens landskampioen: 2002, 2003, 2004, 2010
- Armeense Beker: 2002, 2004, 2010
- Armeense Supercup: 2003, 2004, 2010, 2011
- KNVB beker: 2006, 2007
- Johan Cruijff Schaal: 2005, 2006, 2007
- FNL-beker: 2018
- Eerste divisie (voetbal Rusland) :2013
- Topscorer Armenië: 2004
- Armeens voetballer van het jaar: 2004